# Bernhard Schlag
Bernhard Schlag (* 23. August 1950 in Aachen) ist ein deutscher Psychologe und Professor für Verkehrspsychologie an der TU Dresden.

## Leben
Schlag legte 1969 sein Abitur ab und begann im selben Jahr sein Studium der Psychologie an der RWTH Aachen, an der er 1974 diplomierte. Nach dem Studium war er als Assistent an der damaligen Gesamthochschule Essen tätig, an der er 1980 promovierte. Anschließend wurde er wissenschaftlicher Angestellter an der Bundesanstalt für Straßenwesen in Köln und vertrat im Studienjahr 1982/83 die Professur für Arbeits-, Betriebs- und Organisationspsychologie an der Universität Essen. Es folgte eine Anstellung als wissenschaftlicher Mitarbeiter der Verkehrsforschung der IFAPLAN in Köln. Von 1984 bis 1989 lehrte Schlag als Hochschulassistent für Erziehungswissenschaften, Psychologie und Sport an der Universität Essen. Im Jahr 1987 folgte die Habilitation und ab 1990 seine Tätigkeit als Hochschuldozent, erneut in Essen.
Mit Eingliederung der früheren Hochschule für Verkehrswesen in die TU Dresden als Fakultät Verkehrswissenschaften „Friedrich List“ wurde 1994 auch die Professur für Verkehrspsychologie eingerichtet, auf die Bernhard Schlag im gleichen Jahr berufen wurde. Die Professur ist zudem auch Teil der Fakultät Mathematik und Naturwissenschaften. Zum 1. März 2017 übernahm Tibor Petzoldt als Schlags Nachfolger die Professur. Schlag ist als Seniorprofessor weiterhin in Forschungsprojekten für seine ehemalige Professur tätig.

## Leistungen
Schwerpunkte der Arbeit von Bernhard Schlag sind neben Bereichen wie Verkehrssicherheit, Verkehrserziehung sowie Ergonomie und Fahrerassistenz auch Fragen der Verkehrsraumgestaltung, von Hindernissen der Nutzung einzelner Verkehrsträger sowie der Akzeptanz von Straßenbenutzungsgebühren. Diese stellen vor allem im Sinne einer interdisziplinären Arbeit den Übergang zu ingenieurtechnischen und verkehrsökonomischen Fragestellungen her.
Schlag ist Mitglied im Wissenschaftlichen Beirat des Bundesministeriums für Verkehr, Bau und Stadtentwicklung sowie in weiteren wissenschaftlichen Gremien aktiv.

## Schriften
- mit R. Heger: Ansätze einer psychologisch fundierten Verkehrsplanung. In: Verkehrspsychologie. Mobilität - Sicherheit - Fahrerassistenz. (2004), S. 11–29
- mit Katrin Dziekan u. I. Jünger: Barrieren der Bahnnutzung - Mobilitätshemmnisse und Mobilitätsbedürfnisse. In: Verkehrspsychologie. Mobilität - Sicherheit - Fahrerassistenz (2004), S. 63–82
- mit Jens Schade: Public acceptability of travel demand management. In: Traffic and Transport Psychology. Theory and Application (2004), S. 493–500
- mit Susann Richter: Internationale Ansätze zur Prävention von Kinderverkehrsunfällen. In: Zeitschrift für Verkehrssicherheit 4 (2005), S. 182–188
- Probleme älterer Verkehrsteilnehmer aus psychologischer Sicht. In: Verkehrsinfrastruktur für eine alternde Gesellschaft, Tagungsband 4, Internationale Verkehrstage in Wuppertal 26.–27. März 2007, S. 7
- Älter werden und Auto fahren. In: Report Psychologie (33) 2 (2008)
- (Hrsg.): Leistungsfähigkeit und Mobilität im Alter, Köln, TÜV Media GmbH, 2008. - ISBN 978-3-8249-1151-6
- mit Arnd Engeln: Kompensationsstrategien im Alter. In: Leistungsfähigkeit und Mobilität im Alter, Mobilität und Alter Band 03 (2008), S. 255–275
- mit Tina Gehlert u. Christiane Kramer: Socioeconomic differences in the response towards road pricing. In: Proceedings of the ICTTP 2008, International Conference on Traffic and Transport Psychology - Abstracts, Washington D.C. (2008)
- Lern- und Leistungsmotivation, Wiesbaden, VS Verlag für Sozialwissenschaften, 3. Aufl. 2009, ISBN 978-3-531-16511-0
- (mit anderen): Strategien zur Minderung der CO2-Emissionen im Verkehrssektor. In: Zeitschrift für Verkehrswissenschaft 59 (2009)
- (mit anderen): Mehr Licht - Mehr Sicht - Mehr Sicherheit? Zum Einfluss unterschiedlicher Licht- und Sichtverhältnisse auf das Fahrerverhalten. Reihe Verkehrspsychologie (Hrsg. Bernhard Schlag) : VS Research, 2009. - ISBN 978-3-531-16527-1
- mit Jens Schade u. Lars Rößger: Hintergründe der Regelbefolgung und Regelakzeptanz im Straßenverkehr. : GDV, 2009
- Regelbefolgung. In: DVR-Schriftenreihe Verkehrssicherheit, Nr. 14: Risiko raus (2010), S. 23–38